# Opel Tigra

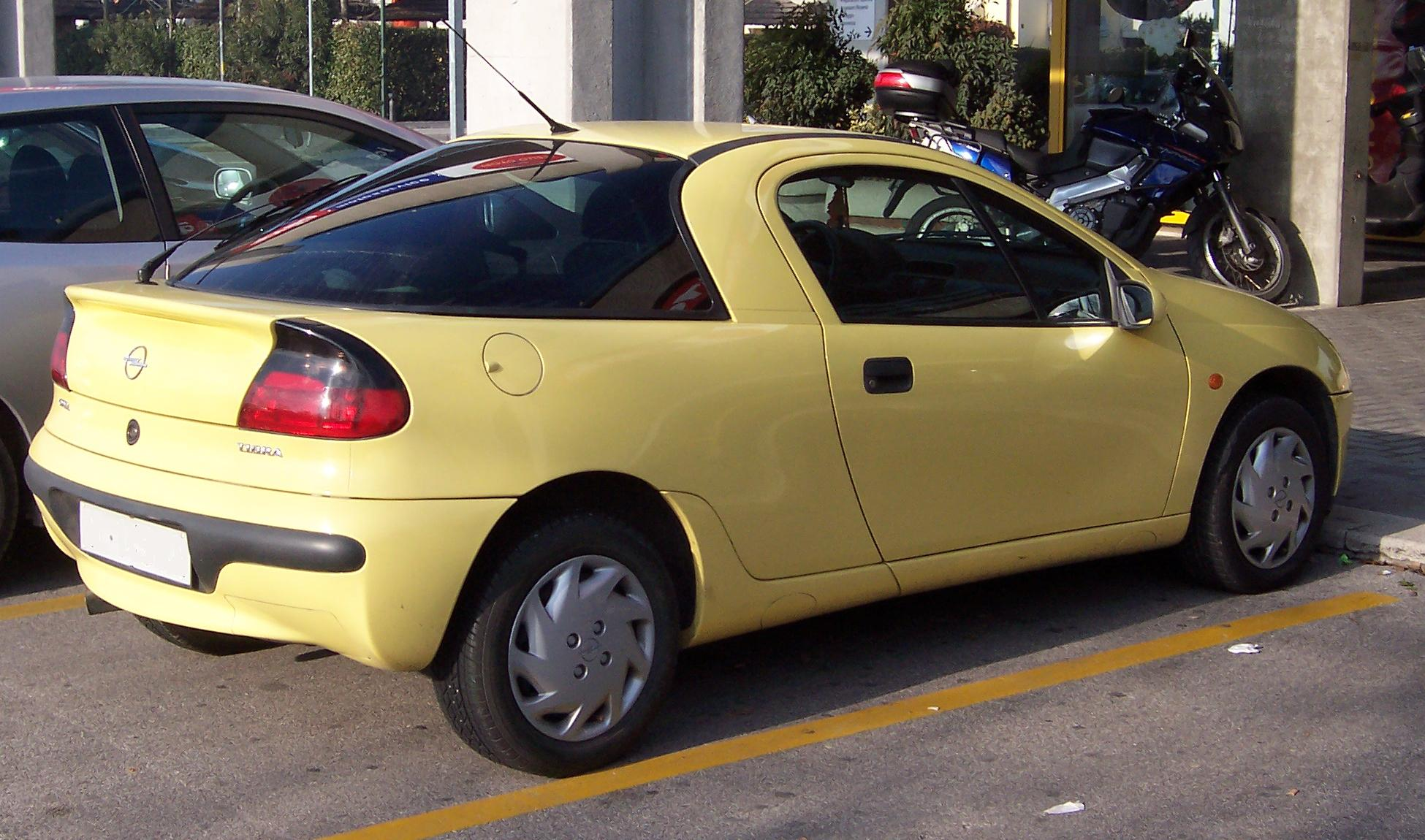
Opel Tigra Mk1

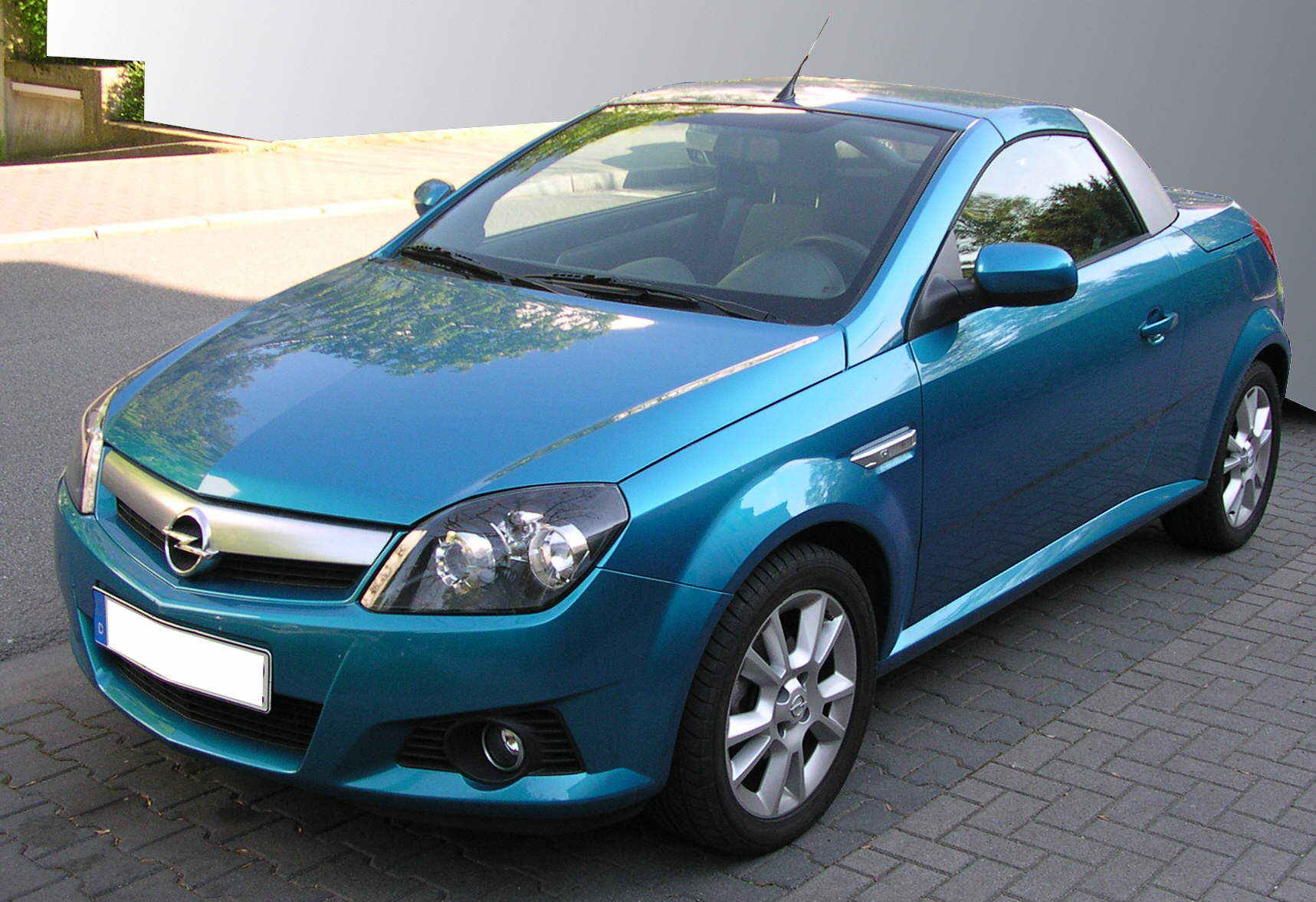
Opel Tigra Twin Top

Opel Tigra, är en bil från Opel som producerats i två generationer, den första 1994-2000 och den andra 2004-2009. 
Den första generationen var en coupé och byggde på andra generationens Opel Corsa (B). Bilen kändes igen på sin karaktäristiska välvda taklinje och bakruta. Den andra generationen, Opel Tigra Twin Top bygger på Corsa C (tredje generationen) och är en så kallad "plåtcab" eller "coupé cabriolet", det vill säga en cabriolet med metalltak istället för vanlig sufflett. Till skillnad från konkurrenter som Peugeot 307 CC och Renault Mégane CC med liknande tak har Tigra Twin Top inget baksäte men istället mer utrymme för bagage.
Den senare Tigra fanns med 1,4-liters och 1,8-liters bensinmotorer och även med dieselalternativ.
Eftersom Opel är en del av General Motors såldes Tigra i vissa länder under andra benämningar (Vauxhall i Storbritannien, Holden i Australien och Chevrolet i USA och Mexiko.